# پایگاه هوایی جنرالیزمو فرانسیسکو د میراندا
پایگاه هوایی جنرالیزمو فرانسیسکو د میراندا (به انگلیسی: Generalissimo Francisco de Miranda Air Base) یک فرودگاه نظامی است که یک باند فرود آسفالت دارد و طول باند آن ۱۹۷۴ متر است. این فرودگاه در کشور ونزوئلا قرار دارد و در ارتفاع ۸۳۵ متری از سطح دریا واقع شده‌است.